# 野島秀勝
野島 秀勝（のじま ひでかつ、1930年8月1日 - 2009年2月21日）は、日本の文芸評論家、英米文学者。

## 人物・来歴
東京市新宿生まれ。東京外国語大学卒業、1958年東京大学大学院英文科博士課程満期退学。同年、お茶の水女子大専任講師、1963年助教授、1964年から一年間、フルブライト研究員としてコロンビア大学に留学、1975年教授。94年定年退官、名誉教授。
1955年頃より評論活動を開始、佐伯彰一らの『批評』同人となる。1981年『迷宮の女たち』で亀井勝一郎賞受賞。ロマン主義の誠実概念を核とした近代思想の矛盾を突く歯切れのよい文章で知られる。英米双方の文学を専門とする一方、日本文学の評論も手掛けた。晩年は岩波文庫で詳細な註釈を付したシェイクスピアやド・クインシーの新訳を刊行した。
2009年虚血性心不全のため死去。享年78。

## 著書
- 『美神と宿命 ヴァージニア・ウルフ論』南雲堂 1962
- 『エグザイルの文学 ジョイス エリオット ロレンスの場合』南雲堂, 1963
- 『「日本回帰」のドン・キホーテたち』冬樹社 1971
- 『近代文学の虚実 ロマンス・悲劇・道化の死』南雲堂, 1971
- 『ノーマン・メイラー』研究社出版, 1971
- 『「誠実」の逆説 近代日本文学とエゴ』冬樹社, 1973
- 『自然と自我の原風景 ロマン的深層のために』南雲堂（上下）, 1980-81、増補版（全1冊）, 1997
- 『終末からの序章』北宋社, 1980
- 『迷宮の女たち』TBSブリタリカ, 1981、河出文庫, 1996
- 『実存の西部 ノーマン・メイラー』研究社出版, 1982
- 『女の伝記 ロマン主義の時代を生きて』研究社出版, 1987
- 『孤独の遠近法 シェイクスピア・ロマン派・女』南雲堂, 1994
- 『反アメリカ論』南雲堂, 2003

### 翻訳
- ワイリー・サイファー『文学とテクノロジー』研究社出版「研究社叢書」, 1972／白水社, 2012、復刊2023。解説高山宏
- ライオネル・トリリング『〈誠実〉と〈ほんもの〉 近代自我の確立と崩壊』筑摩書房, 1976、法政大学出版局, 1989
- ノーマン・メイラー『黒ミサ』集英社, 1977
- ノーマン・メイラー『天才と肉欲 ヘンリー・ミラーの世界を旅して』TBSブリタニカ, 1980
- W・ベックフォード『ヴァセック・泉のニンフ』小川和夫共訳、国書刊行会「ゴシック叢書」, 1980
- ウラジーミル・ナボコフ『ヨーロッパ文学講義』TBSブリタニカ, 1982、新装復刊1992
  - 『ナボコフの文学講義』河出文庫（上下）, 2013
- デューナ・バーンズ『夜の森』国書刊行会「ゴシック叢書」, 1983
- アンドレアス・カペルラヌス ジョン・ジェイ・パリ編『宮廷風恋愛の技術』法政大学出版局, 1990
- リーアン・アイスラー『聖杯と剣 われらの歴史 われらの未来』法政大学出版局, 1991
- 『トマス・ド・クインシー著作集 Ⅰ』国書刊行会, 1995  
  - ド・クインシー『阿片常用者の告白』岩波文庫, 2007
  - ド・クインシー『深き淵よりの嘆息　続 阿片常用者の告白』岩波文庫, 2007
- ダイアナ・トリリング『旅のはじめに ニューヨーク知識人の肖像』法政大学出版局, 1996
- メイベル・ドッジ・ルーハン『タオスのロレンゾー　D・H・ロレンス回想』法政大学出版局, 1997
- クラウディオ・G.セグレー『原子と爆弾とエスキモーキス 父と息子の回想記』法政大学出版局, 1998
- ジャック・バーザン『ダーウィン・マルクス・ヴァーグナー 知的遺産の批判』法政大学出版局, 1999
- シェイクスピア『リア王』岩波文庫, 2000、ワイド版2008
- シェイクスピア『ハムレット』岩波文庫, 2002、ワイド版2003
- ヘンリー・アダムズ『モン・サン・ミシェルとシャルトル』法政大学出版局, 2004
- ベンジャミン・ウリー『科学の花嫁　ロマンス・理性・バイロンの娘』門田守共訳、法政大学出版局, 2011